# Eois hyriata
Eois hyriata är en fjärilsart som beskrevs av Pieter Cornelius Tobias Snellen 1874. Eois hyriata ingår i släktet Eois och familjen mätare. Inga underarter finns listade i Catalogue of Life.